# Енсіно (Нью-Мексико)
Енсіно (англ. Encino) — селище (англ. village) в США, в окрузі Торренс штату Нью-Мексико. Населення — 51 особа (2020).

## Географія
Енсіно розташоване за координатами 34°39′7″ пн. ш. 105°27′31″ зх. д. / 34.65194° пн. ш. 105.45861° зх. д. (34.651823, -105.458583).  За даними Бюро перепису населення США в 2010 році селище мало площу 5,16 км², уся площа — суходіл.

## Демографія
Згідно з переписом 2010 року, у селищі мешкали 82 особи в 45 домогосподарствах у складі 23 родин. Густота населення становила 16 осіб/км².  Було 62 помешкання (12/км²).
Расовий склад населення:
| - 84,1 % — білих - 1,2 % — корінних американців - 13,4 % — осіб інших рас |

До двох чи більше рас належало 1,2 %. Частка іспаномовних становила 67,1 % від усіх жителів.
За віковим діапазоном населення розподілялося таким чином: 11,0 % — особи молодші 18 років, 53,6 % — особи у віці 18—64 років, 35,4 % — особи у віці 65 років та старші. Медіана віку мешканця становила 55,8 року. На 100 осіб жіночої статі у селищі припадало 110,3 чоловіків;  на 100 жінок у віці від 18 років та старших — 114,7 чоловіків також старших 18 років.
Цивільне працевлаштоване населення становило 15 осіб. Основні галузі зайнятості: транспорт — 40,0 %, освіта, охорона здоров'я та соціальна допомога — 33,3 %, мистецтво, розваги та відпочинок — 26,7 %.